# لوجا، اکوادور
لوجا (به اسپانیایی: Loja) یک شهر در اکوادور است که در Loja Canton واقع شده‌است. لوجا ۲۸۵٫۷۰ کیلومتر مربع مساحت و ۱۸۰٬۶۱۷ نفر جمعیت دارد و ۲٬۰۶۰ متر بالاتر از سطح دریا واقع شده‌است.

## خواهرخوانده
شهرهای لوخا و مویوبامبا خواهرخوانده‌های لوجا، اکوادور هستند.